# کامیسسه مارا
کامیسسه مارا (انگلیسی: Kamisese Mara؛ ۶ مه ۱۹۲۰ – ۱۸ آوریل ۲۰۰۴) یک سیاست‌مدار اهل فیجی بود.